# Miami Springs
Miami Springs es una ciudad ubicada en el condado de Miami-Dade en el estado estadounidense de Florida. En el Censo de 2010 tenía una población de 13.809 habitantes y una densidad poblacional de 1.785,56 personas por km².

## Geografía
Miami Springs se encuentra ubicada en las coordenadas 25°49′11″N 80°17′24″O / 25.81972, -80.29000. Según la Oficina del Censo de los Estados Unidos, Miami Springs tiene una superficie total de 7.73 km², de la cual 7.46 km² corresponden a tierra firme y (3.55%) 0.27 km² es agua.

## Demografía
Según el censo de 2010, había 13.809 personas residiendo en Miami Springs. La densidad de población era de 1.785,56 hab./km². De los 13.809 habitantes, Miami Springs estaba compuesto por el 93.38% blancos, el 1.59% eran afroamericanos, el 0.2% eran amerindios, el 1.23% eran asiáticos, el 0% eran isleños del Pacífico, el 1.88% eran de otras razas y el 1.72% pertenecían a dos o más razas. Del total de la población el 71.16% eran hispanos o latinos de cualquier raza.

## Educación

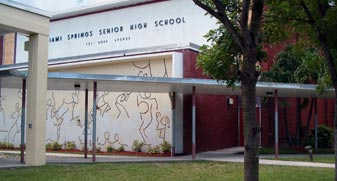
Escuela Secundaria Miami Springs

Las Escuelas Públicas del Condado de Miami-Dade gestiona las escuelas públicas en Miami Springs:
- Escuela Secundaria Miami Springs